# Ildikó Rónay-Matuscsák
Ildikó Rónay-Matuscsák (Budapest, 25 marzo 1946) è un'ex schermitrice ungherese, vincitrice di una medaglia d'argento nella scherma ai giochi olimpici.